# ستيف سليد
ستيف سليد (بالإنجليزية: Steve Slade)‏ هو لاعب كرة قدم بريطاني في مركز الهجوم، ولد في 6 أكتوبر 1975 في رومفورد في المملكة المتحدة. شارك مع منتخب إنجلترا تحت 21 سنة لكرة القدم. أما مع النوادي، فقد لعب مع توتنهام هوتسبير وغريمسبي تاون وكامبريدج يونايتد وكوينز بارك رينجرز ونادي برينتفورد ونادي فيكينغور ونادي هايز.

## وصلات خارجية
- ستيف سليد على موقع قاعدة بيانات كرة القدم.إي يو (الإنجليزية)
- ستيف سليد على موقع Soccerbase.com (لاعب) (الإنجليزية)
- ستيف سليد على موقع عالم كرة القدم.نت (الإنجليزية)